# Puerta del Sol

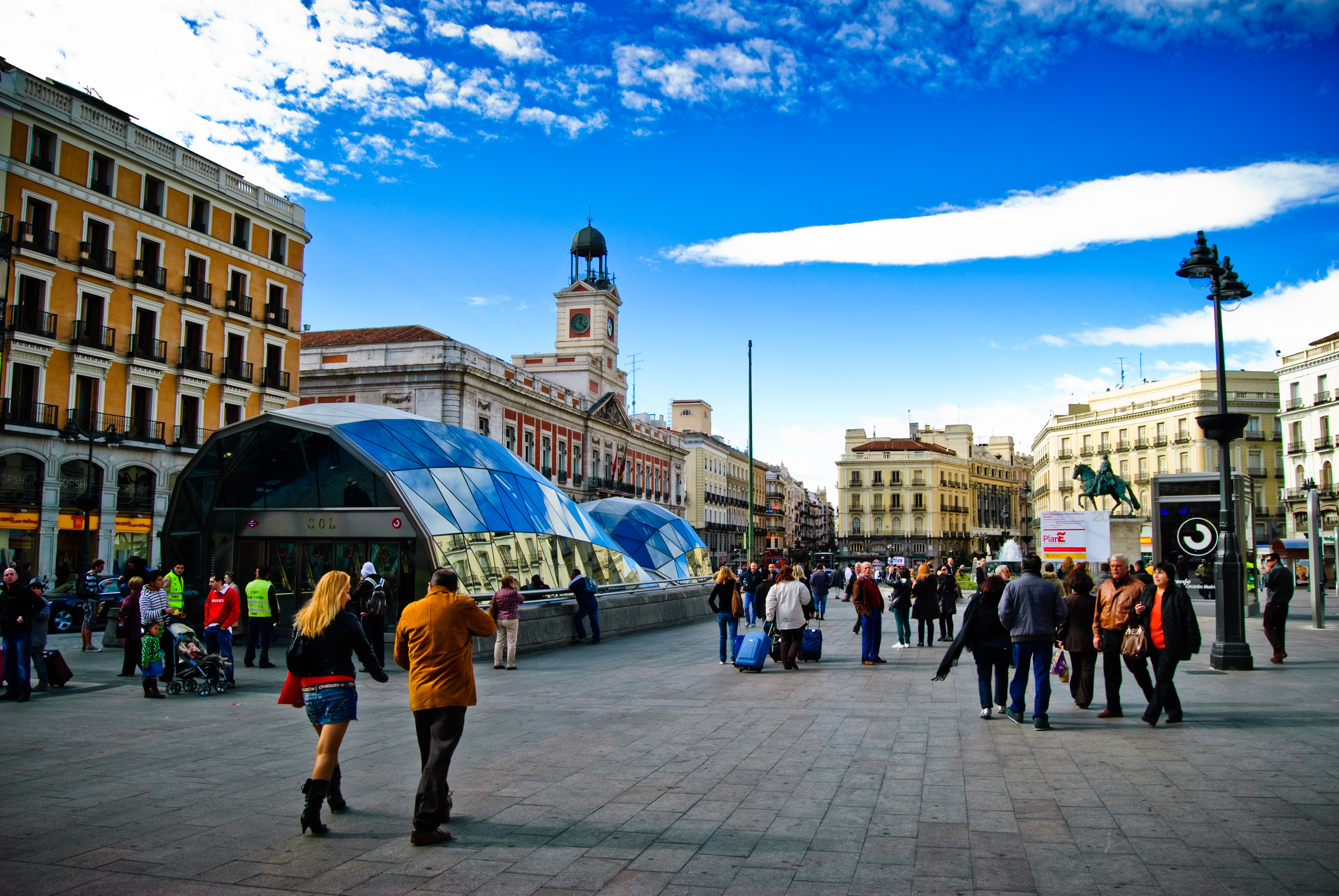
Puerta del Sol, Cổng vào Metro và Cercanías, Bưu điện và tượng của Charles III

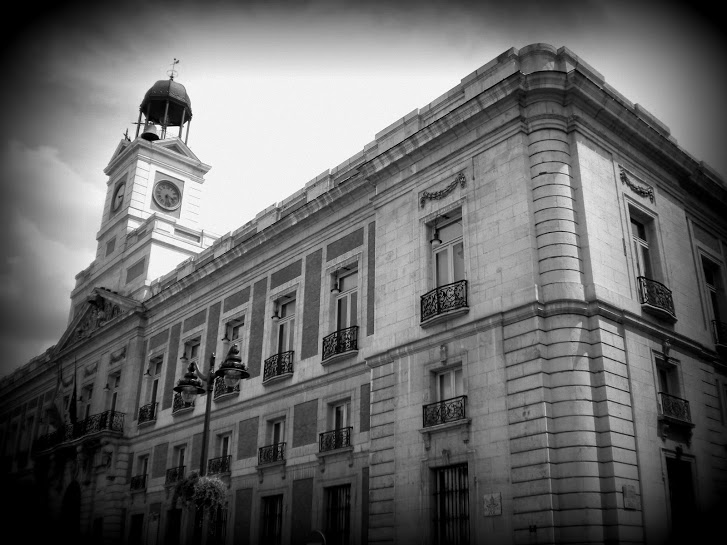
Puerta del Sol

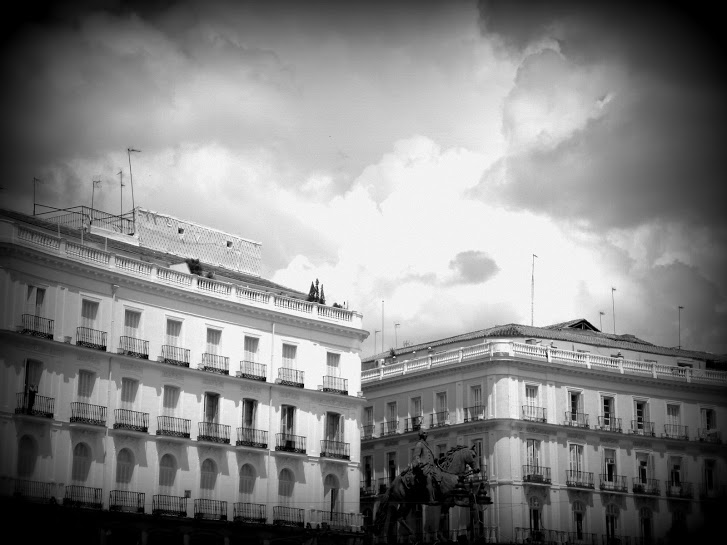
Puerta del Sol

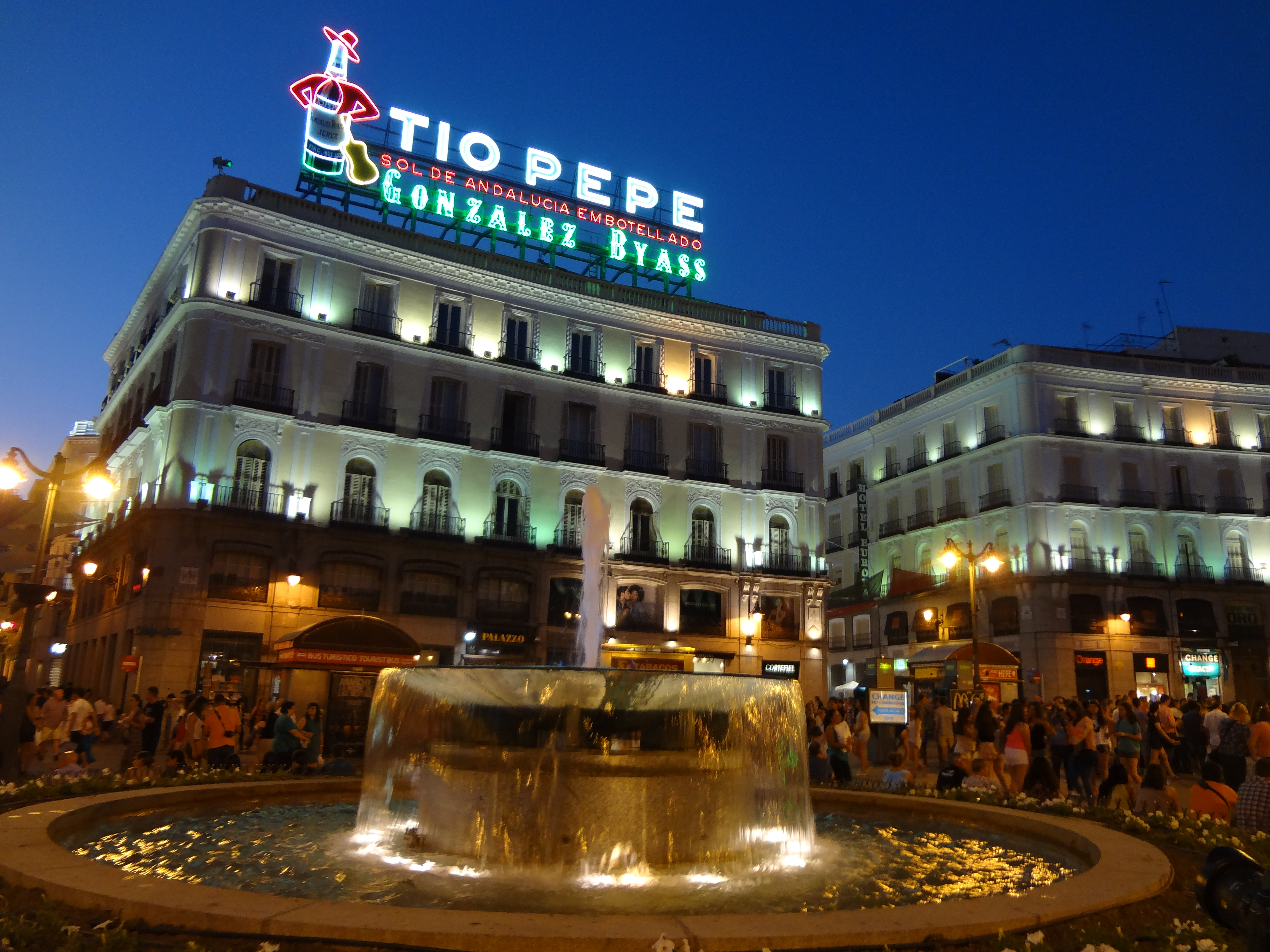
Puerta del Sol

Puerta del Sol (tiếng Tây Ban Nha nghĩa là "Cổng Mặt Trời") là một trong những nơi nổi tiếng và tấp nập nhất tại Madrid, Tây Ban Nha. Đây là trung tâm (Km 0) của mạng lưới đường giao thông xuyên tâm của Tây Ban Nha. Quảng trường này cũng có đồng hồ nổi tiếng có chuông đánh dấu ăn truyền thống của Mười hai quả nho và đầu năm mới. Các lễ kỷ niệm năm mới đã được phát sóng trực tiếp trên truyền hình kể từ ngày 31 tháng 12 năm 1962.
Puerta del Sol có nguồn gốc là một trong những cổng trong thành bao quanh Madrid trong thế kỷ 15. Bên ngoài tường thành, các khu ngoại thành thời Trung cổ bắt đầu phát triển xung quanh Thành Kitô giáo vào thế kỷ 12. Tên của cửa khẩu lấy từ hình vẽ mặt trời mọc có trang trí lối vào, từ cổng này đã được định hướng về phía đông.